# Опит за държавен преврат в Турция от юли 2016 г.
В нощта на 15 срещу 16 юли 2016 г. в Турция се провежда неуспешен опит за държавен преврат.
Според някои източници опитът е организиран от светски ориентирани офицери от състава на турските Въоръжени сили, несъгласни с противоречащата на принципите на кемализма политика на ислямизация, провеждана от Реджеп Ердоган.
Според властите в страната, опитът е организиран от привърженици на живеещия в изгнание в САЩ ислямски проповедник Фетхуллах Гюлен, а в подготовката му участват и агенти от ЦРУ. В тази връзка десетки хиляди от привържениците на Гюлен, който е бивш наставник на Ердоган, са подложени на масови репресии, а в страната е обявено извънредно положение.
Според друга, конспиративна теория, самият Ердоган е манипулирал събитията около опита за преврат, като с помощта на тайните служби е инициирал подготовката и е контролирал провала му, за да може след това, да се разправи безнаказано с политическите си противници и да бетонира властта си.
До края на 2016 арестуваните след опита за преврат надхвърлят 100 000 души, сред тях са военни (основно генерали), полицаи, съдии, журналисти, учители, представители на интелигенцията. Закрити са над 550 институции и благотворителни организации, както и над 150 медии, основно опозиционни радиостанции, телевизии и вестници, както и такива, собственост на Гюлен.
Според поверителен доклад на разузнавателен отдел на Европейската комисия опитът за преврат в Турция не е бил организиран от Гюлен, а чистките, последвали събитията са били отдавна планирани. Опитът е бил организиран и проведен от група, в която са влизали гюленисти, кемалисти, както и други противници на управляващата Партия на справедливостта и развитието. Според доклада, турската тайна служба МИТ е имала намерение да започне голямата чистка на 26 август, но първите арести са били планирани тъкмо за нощта, в която става пучът. Анализаторите смятат, че с опита за преврат, част от военните са искали най-вече да предотвратят собствените си арести, а не насилствено да променят обществения ред.

## Последствия
След опита за държавен преврат в Турция от юли 2016 г. в страната е въведено военно положение, което продължава към 10 февруари 2017 г. Като последствие от него са уволнени над 125 000 души и са арестувани около 40 000 души.

## В Масовата култура
В епизоди 409 - 413 на полицейския сериал "Опасни улици" екипа на Татко Риза преследва участници в опита за преврат, сред които главния е разжалвания полковник Юксел Юрук.